# 峨眉秋海棠
峨眉秋海棠（学名：Begonia emeiensis）是秋海棠科秋海棠属的植物，为中国的特有植物。分布在中国大陆的四川等地，生长于海拔900米至950米的地区，一般生于沟边灌木丛中，目前已由人工引种栽培。
其种加词“emeiensis”意为“四川峨眉山的”。